# ブルス駅
ブルス駅（―えき、Bourse）は、フランス・パリ2区にあるパリメトロ3号線の駅。
駅名の「ブルス」とは証券取引所を意味し、かつてパリ証券取引所の最寄り駅であったことに由来している（現在のパリの証券取引所は、ユーロネクスト・パリの名称で、ラ・デファンス地区にある）。

## 駅周辺
- フランス通信社（AFP）本社
- フランス国立図書館リシュリュー館（旧館）
- 2区区役所
- ギャルリ・ヴィヴィエンヌ

## 歴史
- 1904年10月19日、3号線ヴィリエ駅 - ペール・ラシェーズ駅間開通に伴い、開業。

## 隣の駅
パリメトロ
■3号線
キャトル＝セプタンブル駅（Quatre-Septembre） - ブルス駅 - サンティエ駅（Sentier）